# Clethra barbinervis
Clethra barbinervis es una especie de arbusto perteneciente a la familia Clethraceae, nativa del este de China a Japón. 

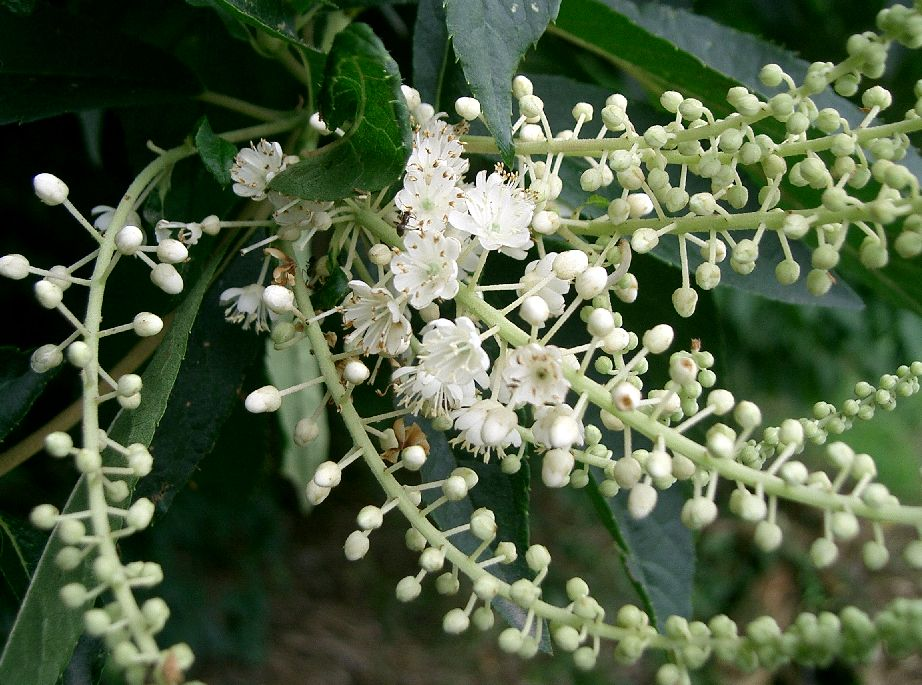
Inflorescencia

## Descripción
Es un arbusto que alcanza un tamaño de hasta 3 metros de altura, con hojas de color verde oscuro de 5 cm de largo, y racimos de pequeñas flores fragantes, de color blanco de 15 cm de largo que florecen a finales de verano y otoño. Los especímenes maduros tienen una corteza atractiva pelada. Aunque resistente, requiere un lugar protegido en las regiones de las zonas templadas.
Esta planta se ha ganado el Premio al Mérito Garden de la Royal Horticultural Society.

## Taxonomía
Clethra barbinervis fue descrita por Siebold & Zucc. y publicado en Abhandlungen der Preussischen Akademie der Wissenschaften. Mathematisch-naturwissenschaftliche Klasse 4: 128. 1846.
Sinonimia:
- Clethra barbinervis var. kawadana (Yanagita) H. Hara
- Clethra japonica Thunb. ex Steud.
- Clethra kawadana Yanagita
- Clethra stolonifera Nakai
- Clethra wuyishanica R.C.Ching ex L.C.Hu
- Clethra wuyishanica var. erosa L.C.Hu[4]